# Единственное профессиональное вступительное испытание
Единое профессиональное вступительное испытание, ЕПВИ (укр. Єдине фахове вступне випробування, ЄФВВ) — форма вступительного испытания в Украине для поступления на обучение для получения степени магистра, которая предполагает оценку уровня подготовленности поступающего по специальности.
По состоянию на 2024 год для поступления на магистратуру по специальности девяти отраслей знаний «Социальные и поведенческие науки», «Журналистика», «Управление и администрирование», «Право», «Публичное управление и администрирование», «Международные отношения», «Образование / Педагогика» (кроме «Физической культуры и спорта»), «Информационные технологии» и «Сфера обслуживания» нужно, кроме ЕПВИ, составить ещё ЕВЭ.
До 2022 года ЕПВИ проходило с использованием организационно-технологических процессов осуществления внешнего независимого оценивания (ВНО). С 2023 года ЕПВИ, как НМТ и ЕВЭ, происходит в форме компьютерных онлайн-тестов, которые можно будет пройти только в специальных временных экзаменационных центрах (ВЭЦ).

## История

### 2016
Впервые вступительные экзамены для получения степени магистра по специальности 081 «Право» с использованием организационно-технологических процессов осуществления внешнего независимого оценивания участники проходили в 2016 году. Тогда экзамены были проведены только в пяти городах Украины — Киеве, Львове, Одессе, Полтаве и Черновцах. Девять приобщившихся к эксперименту университетов страны осуществляли приём в магистратуру выпускников-бакалавров на основании результатов единого экзамена, формат проведения которого был максимально приближен к независимой оценке выпускников заведений общего среднего образования.

### 2017
Уже в 2017 году все желающие получить степень магистра по специальности 081 «Право» проходили единственное профессиональное вступительное испытание. Тогда оно содержало три блока:
- первый блок — тестирование по общим учебным юридическим компетентностям: аналитическое, критическое и логическое мышление (ТОУЮК);
- второй блок — тестирование по шести базовым юридическим дисциплинам: конституционное право[укр.], административное право (и административное судопроизводство в Украине), гражданское право, гражданское процессуальное право, уголовное право, уголовное процессуальное право (Право);
- третий блок — тестирование по иностранному языку (английскому, немецкому или французскому) (Иностранный язык).

### 2018
В 2018 году был значительно расширен перечень специальностей, вступление на которые проходило на основе вступительных экзаменов с применением процессов ВНО, также изменена специфика тестирования. Следовательно, поступающие на обучение для получения степени магистра по специальностям 081 «Право» и 293 «Международное право» проходили единственное профессиональное вступительное испытание и сдавали единственный вступительный экзамен (ЕПВИ и ЕВЭ).

### 2019
В 2019 году ЕПВИ по праву разделили на 2 блока. Первый блок — право, который включал задачи по 8 базовым юридическим дисциплинам: те, которые раньше были, и также международное публичное право и международная защита прав человека. Второй блок ЕФОВ по праву — проверка общих учебных юридических компетентностей (ТОУЮК). Он содержал задачи для оценки критического, аналитического и логического мышления. Тесты составлялись в соответствии с Программой, утверждённой приказом МОН от 8 апреля 2016 г. № 409.

### 2021
Поступающие, которые планировали продолжить обучение на магистратуре, могли использовать результаты ЕВЭ 2020-го и 2021 года, но результаты единого профессионального вступительного испытания (ЕПВИ) — только в 2021 году.

### 2022
11 февраля 2022 года Министерство образования и науки Украины утвердило программы для проведения ЕПВИ в магистратуру по специальностям отраслей знаний «Социальные и поведенческие науки», «Журналистика», «Управление и администрирование», «Право», «Публичное управление и администрирование» и «Международные отношения».
После начала полномасштабного вторжения России на Украину ЕПВИ, как и ВНО, ГИА и ЕВЭ, было отменено. 24 марта 2022 года Верховная Рада Украины приняла законопроект № 7132, позволяющий однократное изменение алгоритмов поступления в заведения высшего образования и составления контроля качества образования. 1 мая 2022 года Закон Украины от «О внесении изменений в некоторые законодательные акты Украины в сфере образования» вступил в силу.
Для получения степени магистра на основе степени бакалавра в 2022 году предполагалось проведение упрощённого аналога ЕПВИ — магистерского комплексного теста (МКТ) для специальностей «Право», «Международное право», который проводили подобно национальному мультипредметному тесту (НМТ). Для других специальностей поступление проходило по результатам профессионального экзамена в заведении высшего образования.

### 2023
В 2023 году было проведено ЕПВИ, однако, как и НМТ, оно состоялось в форме компьютерных онлайн-тестов, которые можно будет пройти только в специальных временных экзаменационных центрах (ВЭЦ), созданных в населённых пунктах Украины (по согласованию с органами государственной власти), а также за границей. Основная сессия ЕПВИ в соответствии с календарным планом УЦОКО на 2023 год проходила с 23 июня по 21 июля, а дополнительная сессия с 3 августа по 16 августа.
Предметные тесты ЕФОВ в 2023 году содержали уже по 140 задач, на выполнение которых отведено 180 минут. Тест общей обучающей компетенции стал частью ЕВЭ.

### 2024
В апреле 2024 года Министерство образования и науки Украины утвердило программы ЕПВИ по информационным технологиям и ЕПВИ по педагогике и психологии.
Программа ЕПВИ по информационным технологиям содержит 10 тематических разделов: Алгоритмы и вычислительная сложность, архитектура вычислительных систем, базы и хранилища данных, инженерия систем и программного обеспечения, кибербезопасность и защита информации, математика в ИТ, сети и обмен данными, операционные системы, основы языков программирования и искусственный интеллект.
Программа ЕПВИ по педагогике и психологии предусматривает 4 тематических раздела:
- основы педагогики и психологии;
- история и теория педагогики и психологии;
- способы исследования в педагогике и психологии;
- прикладные психолого-педагогические основы образования, обучения, воспитания и развития личности.

В 2024 году основная сессия ЕПВИ согласно календарному плану УЦОКО проходили с 24 июня по 15 июля, а дополнительная сессия с 31 июля по 14 августа.